# 矢吹誠
矢吹 誠（やぶき まこと、1976年9月29日 -）は、地方競馬の大井競馬場荒山勝徳厩舎所属の元騎手、現調教師補佐。騎手時代の勝負服の柄は緑・黄鋸歯型。神奈川県出身、血液型A型。

## 来歴
菅原秀雄厩舎の厩務員を経て騎手デビュー。1998年6月23日大井競馬第5競走4歳条件戦（60万円未満）ホクリョータローで初騎乗（10頭立て7番人気5着）。その後落馬し大けがを負い、1年程長期戦線離脱した。
2000年10月14日第12回大井競馬2日目第7競走C1五組六組七組条件戦を6番人気マルゼンアカデミーで逃げ切り勝ちし、デビュー以来2年4ヶ月、64戦目にして初勝利をあげた。
2008年5月26日付けで菅原秀雄厩舎から佐野謙二厩舎へ所属変更。同年9月17日大井競馬第6競走C2六組七組条件戦で1番人気ビアンコネロに騎乗していたが前走馬に接触、転倒し落馬した。眼を負傷し、頬骨・顎骨・鎖骨・肩甲骨・腰骨を骨折、長期の入院生活を余儀なくされた。
2009年1月頃から調教での騎乗を再開し、同年3月3日第18回大井競馬2日目第2競走C3七組八組条件戦ハチェットで騎乗を再開した（13頭立て11番人気5着）。
2010年8月1日付けで佐野謙二厩舎から渡邉和雄厩舎へ所属変更。同年8月21日付けで渡邉和雄厩舎から荒山勝徳厩舎へ移籍。
2011年5月24日付けで発表された平成23年度第1回免許試験で調教師補佐試験に合格し、転身のため同年5月31日付けで現役引退となった。
地方通算成績は998戦32勝・2着36回・3着75回・勝率3.2%・連対率6.8%